# Si Racha (huyện)
Amphoe Si Racha (cũng gọi là Sri Ratcha, Si Raja) là một huyện ở tỉnh Chonburi, Thái Lan. Trung tâm của huyện là thị xã Si Racha, nằm bên vịnh Thái Lan, khoảng trung đô giữa Chonburi và Pattaya. Nơi đây đã nhanh chóng trở thành nơi cư ngụ và nghỉ ngơi của những người nước ngoài giàu có như người Anh và người Nhật do vị trí huyện bên biển, có các sân golf và gần Bangkok, nhưng lại không có các yếu tố tiêu cực như thành phố Pattaya.
Huyện này có khu công nghiệp nặng với ngành chế tạo và đóng tàu, có cảng Laem Chabang (lớn thứ 20 thế giới). Với thành phố Chon Buri nằm về phía bắc và Pattaya, thị trấn Bang Lamung, Laem Chabang về phía nam, tất cả tạo nên vùng kinh tế bờ biển đông Thái Lan, một vùng tăng trưởng nhanh chỉ xếp sau vùng đại đô thị Bangkok về dân số và sự thịnh vượng.

## Hành chính
Huyện này được chia thành 8 phó huyện (tambon), các đơn vị này lại được chia thành 58 làng (muban). Si Racha là một thị xã (thesaban mueang) và nằm trên toàn bộ lãnh thổ của tambon Si Ratcha.
Thị trấn (thesaban tambon) Laem Chabang nằm trên lãnh thổ toàn bộ  ‘‘tambon’’  Bueng, Surasak, Thung Sukhla và một số khu vực của Nong Kham, cũng như một số khu vực của Bang Lamung thuộc Bang Lamung.
| Số TT | Tên          | Tên tiếng Thái |  |  |    |               |          |  |
| 1.    | Si Racha     | ศรีราชา         |  |  | 5. | Nong Kham     | หนองขาม  |  |
| 2.    | Surasak      | สุรศักดิ์          |  |  | 6. | Khao Khansong | เขาคันทรง |  |
| 3.    | Thung Sukhla | ทุ่งสุขลา         |  |  | 7. | Bang Phra     | บางพระ   |  |
| 4.    | Bueng        | บึง             |  |  | 8. | Bo Win        | บ่อวิน     |  |

## Các địa điểm thu hút du khách
- Vườn thú mở Khao Khew.
- Vườn thú hổ Si Racha với 400 con hổ Bengal.
- Hồ chứa Bang Phra.